# Kimásolópapír
A kimásolópapír vagy napfénypapír analóg fényképészetben használt pozitívanyag. Sajátossága, hogy a kép a megvilágítás során, közvetlenül a fény hatására jelenik meg rajta. Historikus és alternatív fotográfiai eljárásoknál használják/ták. Számos alfaja létezik.

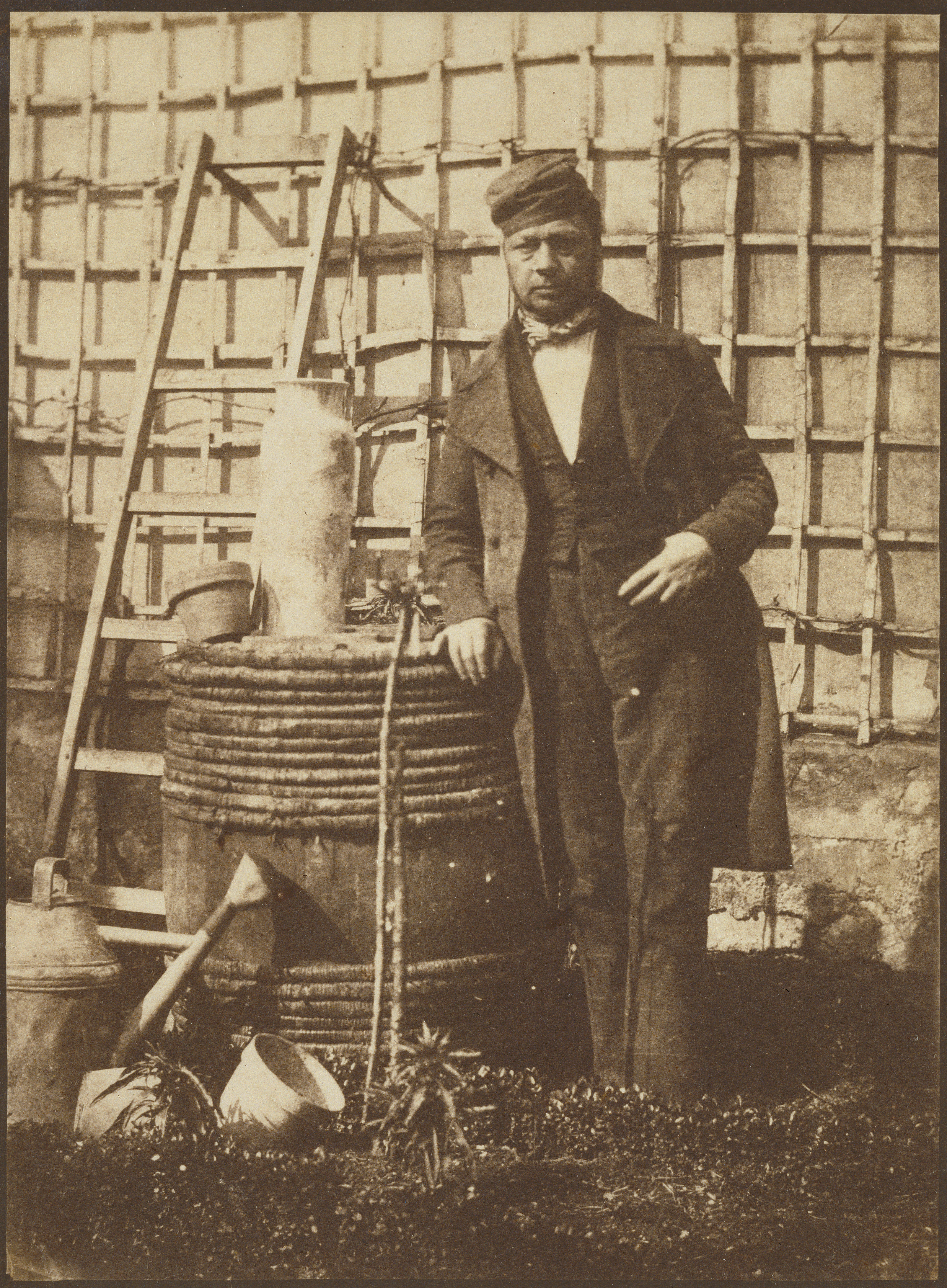
Hippolyte Bayard önarcképe 1847-ből, sópapíron

Alacsony fényérzékenysége miatt általában csak kontaktmásolatok készítésére alkalmas. Ezüstalapú változata klór-ezüst érzékenyítésű és ezüst-nitrátot is tartalmaz. (sópapír, albuminpapír, celloidinpapír, aristopapír stb.) Másféle, pl. vassós érzékenyítésű változatai is vannak. Bár a kép megjelenéséhez nem, de rögzítéséhez, tartósításához, utókezeléséhez használnak vegyi kezelést.
A kimásolópapír elnevezés egy, az Ilford Photo által az 1890-es években gyártott, Printing Out Paper nevű fotópapír márkanevéből származik. Azután vált egy eljáráscsoport nevévé, amikor már az előhívópapírok, a legutóbbi időkig használatos analóg pozitívanyagfélék is megjelentek a 19. század végén a piacon, melyeken a kép csak egy kémiai eljárás, az előhívás hatására válik láthatóvá.

## Külső hivatkozások
- Történeti Fotóeljárások Magyarországon
- Archaltfotokonzerv – Fototechnika-Történeti (Egészen) Kis Lexikon.
- Encyclopedia - Britannica Online Encyclopedia, printing-out paper
- Photography Encyclopedia: POP (printing-out paper) idézet Hope Kingsley-től
- The Sinclair Handbook Of Photography. A Practical Guide To The Processes Of Modern Photography By Leading Experts. Edited By James A. Sinclair, F.R.P.S. Second Edition London, 1913.Chapter XII. Printing On P.O. Paper
- James M. Reilly: The Albumen Salted Paper Book. THE HISTORY AND PRACTICE OF PHOTOGRAPHIC PRINTING 1840 - 1895. Rochester, LIGHT IMPRESSIONS CORPORATION, 1980 Chapter One, Basic Principles
- Reilly, James M.: Care and Identification 19 th Century Photographic Prints. 1986, Kodak, Rochester Kodak publication No. G2S
- Eder, Josef Maria: Die photograpischen Copirverfahren mit Silbersalzen  Die photograpischen Copirverfahren ohne Silbersalzen Das pigmentverfahren und die Heliogravure, Die photograpischen Copirverfahren mittels Mangan--, Cobalt--, Cerium--, Vanadium--, Blei- und Zinn-Salzen und Asphalt Ausführliches Handbuch 4. rész , 2. kiadás. Halle, Knapp, W., 1900.
- Eder, Josef Maria: Geschichte der Photographie, Ausführliches Handbuch. l. kötet, l. rész, 4. kiadás. Halle, Knapp, W., 1932.  746-753 old. Auskopierverfahren mit Silbersalzen.
- Klaus B. Hendriks: Fundamentals of Photograph Conservation: A Study Guide. Toronto, Lugus. 1991. 42-45. old. és 145-146. old.
- Anne Cartier-Bresson: Les Papiers Salés. Párizs, Paris Audiovisuel, 1984.